# 10200 Quadri
10200 Quadri eller 1997 NZ2 är en asteroid i huvudbältet som upptäcktes den 7 juli 1997 av den italienska astronomen Vittorio Goretti i Pianoro. Den är uppkallad efter den italienska amatörastronomen Ulisse Quadri.
Asteroiden har en diameter på ungefär 6 kilometer.